# 赖克福瑟尔
赖克福瑟尔（荷蘭語：Rijkevorsel，荷蘭語發音：[ˌrɛi̯kəˈvɔrsəl]）是比利时弗拉芒大區安特衛普省蒂倫豪特區的一个市镇，通行荷蘭語，是弗拉芒社群的一部分，面积46.79平方千米，人口11,932人（2018年1月1日）。